# Imelda Staunton
Dame Imelda Mary Philomena Bernadette Staunton (Londen, 9 januari 1956) is een Engelse actrice. Ze werd in 2005 genomineerd voor een Oscar voor haar hoofdrol in de misdaad-dramafilm Vera Drake. Meer dan twintig andere acteerprijzen werden haar daadwerkelijk toegekend, waaronder een BAFTA Award, een European Film Award en de prijs voor beste actrice op het Filmfestival van Venetië (alle drie voor Vera Drake). Eerder won ze onder meer een Screen Actors Guild Award samen met de gehele cast van de romantische tragikomedie Shakespeare in Love. In het vijfde en zesde seizoen van de Netflix-serie The Crown speelt ze de rol van koningin Elizabeth.

## Biografie

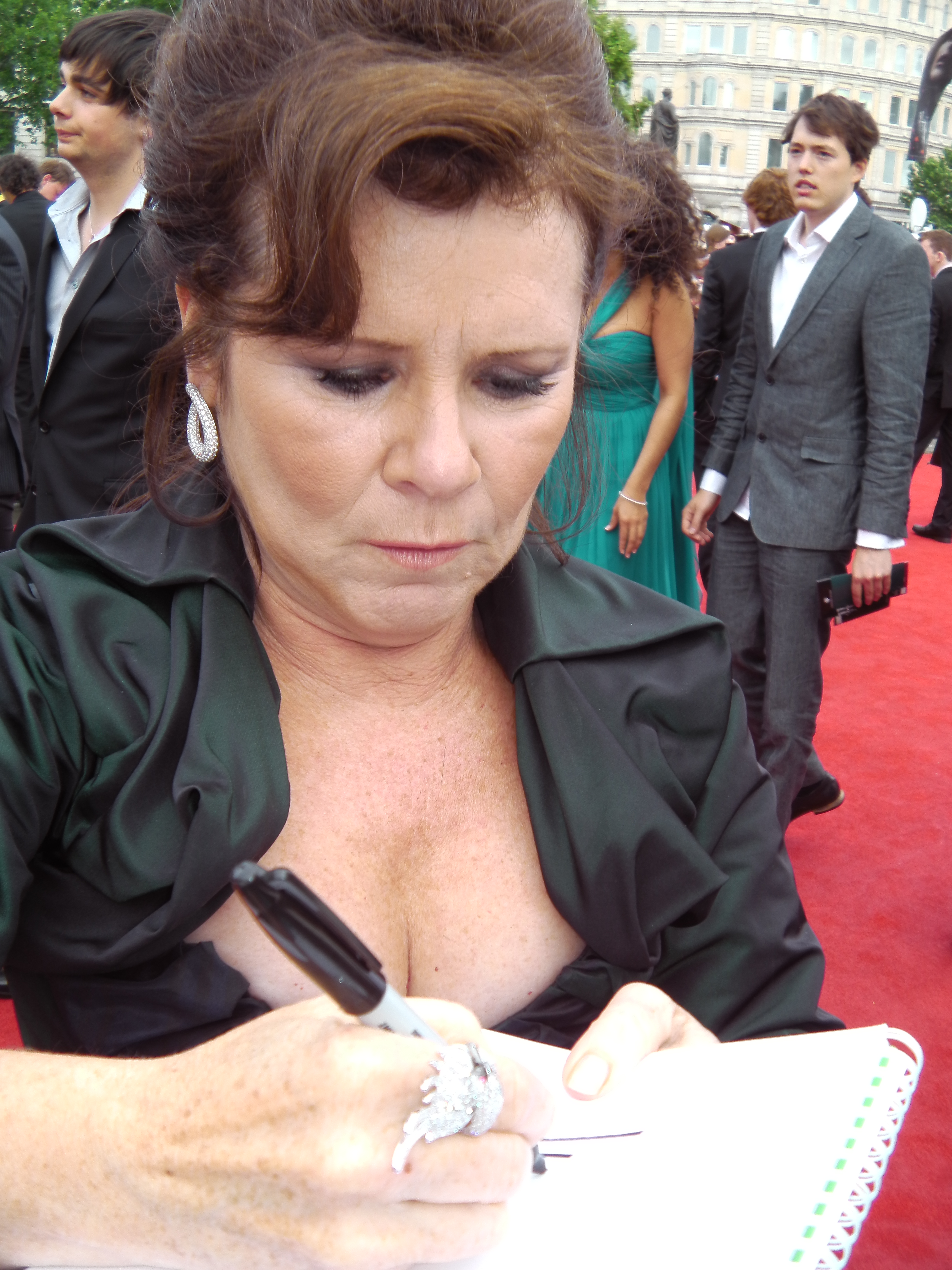
Staunton tijdens de wereldpremière van Harry Potter en de Relieken van de Dood deel 2 in 2011

Staunton studeerde aan de Royal Academy of Dramatic Art. Ze won driemaal de hoogste Britse theaterprijs: de Olivier Award. Deze kreeg ze voor haar rollen in A Chorus of Disapproval (1985), The Corn Is Green (1985), en Into the Woods (1991).
In de vijfde Harry Potter-film, Harry Potter and the Order of the Phoenix (2007), speelde Staunton de machtswellustige lerares Dorothea Omber (Engels: Dolores Jane Umbridge). De Britse krant The Guardian omschreef haar als de "perfect choice for the part" en "one of the film's greatest pleasures".
Staunton trouwde in 1983 met de Engelse acteur Jim Carter. Samen kregen ze in 1993 dochter Bessie.
In 2024 ontving ze de onderscheiding Dame Commander in the order of the British Empire

## Filmografie
(Exclusief 10+ televisiefilms)
- Paddington in Peru (2024, stem)
- Chicken Run: Dawn of the Nugget (2023, stem)
- Downton Abbey: A New Era (2022)
- Maleficent: Mistress of Evil (2019)
- Downton Abbey (2019)
- Finding Your Feet (2017)
- Paddington 2 (2017, stem)
- Pride (2014)
- Maleficent (2014)
- Paddington (2014, stem)
- The Pirates! Band of Misfits (2012, stem)
- Arthur Christmas (2011, stem)
- The Awakening (2011)
- Harry Potter and the Deathly Hallows part I (2010)
- Another Year (2010)
- Alice in Wonderland (2010)
- Harry Potter and the Half-Blood Prince (2009, stem)
- Taking Woodstock (2009)
- A Bunch of Amateurs (2008)
- Three and Out (2008)
- How About You (2007)
- Harry Potter and the Order of the Phoenix (2007)
- Freedom Writers (2007)
- Guilty Hearts (2006)
- Shadow Man (2006)
- Nanny McPhee (2005)
- Vera Drake (2004)
- Blackball (2003)
- I'll Be There (2003)
- Bright Young Things (2003)
- The Virgin of Liverpool (2003)
- Another Life (2001)
- Crush (2001)
- Rat (2000)
- Chicken Run (2000, stem)
- Jack and the Beanstalk (1999, stem)
- David Copperfield (1999)
- Shakespeare in Love (1998)
- The Ugly Duckling (1997, stem)
- Remember Me? (1997)
- The Snow Queen's Revenge (1996)
- Twelfth Night: Or What You Will (1996)
- The Snow Queen (1995)
- Sense and Sensibility (1995)
- Citizen X (televisiefilm, 1995)
- The Wind in the Willows (1995, stem)
- Deadly Advice (1994)
- Much Ado About Nothing (1993)
- Peter's Friends (1992)
- Comrades (1986)

## Televisieseries
(Exclusief eenmalige gastrollen)
- The Crown - Koningin Elizabeth (20 afleveringen, 2023)
- A Confession – Karen Edwards (6 afleveringen, 2019)
- Psychoville – Grace Andrews (7 afleveringen, 2010–2011)
- Cranford – Octavia Pole (7 afleveringen, 2007–2009)
- Big and Small – verschillende stemmen (14 afleveringen, 2008)
- Little Britain – Mrs. Mead (6 afleveringen, 2005)
- Fingersmith (miniserie) – Mrs. Sucksby (3 afleveringen, 2005)
- Cambridge Spies (miniserie) – The Queen (2 afleveringen, 2003)
- The Canterbury Tales – The Prioress (2 afleveringen, 1998–2000)
- Is It Legal? – Stella Phelps (21 afleveringen, 1995–1998)
- If You See God, Tell Him – Muriel Spry (4 afleveringen, 1993)
- Up the Garden Path – Izzy (18 afleveringen, 1990–1993)
- Ruth Rendell Mysteries – Polly Flinders (3 afleveringen, 1989)
- Thompson – verschillende rollen (6 afleveringen, 1988)
- The Singing Detective – Zuster White (5 afleveringen, 1986)

## Musical
- Sweeney Todd – Mrs. Lovett (2012)
- Gypsy – Momma Rose (2015)
- Follies – Sally Durant (2017)
- Hello,Dolly - Dolly Levi (2024)